# Bajč
Bajč es un municipio del distrito de Komárno en la región de Nitra, Eslovaquia, con una población estimada a final del año 2024 de 1266 habitantes.
Se encuentra ubicado al suroeste de la región, cerca de los ríos Danubio y Váh, y de la frontera con Hungría.

## Demografía
| Año        | 1994 | 2004    | 2014    | 2024    |
| ---------- | ---- | ------- | ------- | ------- |
| Población  | 1246 | 1252    | 1253    | 1266    |
| Diferencia |      | +0,48 % | +0,07 % | +1,03 % |

| Año        | 2023 | 2024    |
| ---------- | ---- | ------- |
| Población  | 1262 | 1266    |
| Diferencia |      | +0,31 % |